# Sobolivka, Teplîk
Sobolivka (în ucraineană Соболівка) este localitatea de reședință a comunei Sobolivka din raionul Teplîk, regiunea Vinnița, Ucraina.

## Demografie
Componența lingvistică a localității Sobolivka
     Ucraineană (99,04%)
     Alte limbi (0,93%)
Conform recensământului din 2001, majoritatea populației localității Sobolivka era vorbitoare de ucraineană (99,04%), existând în minoritate și vorbitori de alte limbi.